# Crepis lampsanoides
Crepis lampsanoides là một loài thực vật có hoa trong họ Cúc. Loài này được (Gouan) Tausch mô tả khoa học đầu tiên năm 1828.